# Almelo
Almelo är en stad och kommun i provinsen Overijssel i Nederländerna. Kommunens totala area är 69,41 km² (där 2,14 km² är vatten) och invånarantalet är på 73 132 invånare (2021).